# Gerald Durrell
Pour les articles homonymes, voir Durrell.
Gerald Durrell, né le 7 janvier 1925 à Jamshedpur (Raj britannique) et mort le 30 janvier 1995 à Saint-Hélier (Jersey), est un naturaliste, écrivain et présentateur de télévision britannique, principalement connu pour avoir fondé le Durrell Wildlife Conservation Trust (en) et le zoo de Jersey, sur l'île de Jersey, dans la Manche, en 1958. Il est le frère cadet de l'écrivain et poète Lawrence Durrell, de Leslie Durrell et de Margaret Durrell.

## Biographie
Né Gerald Malcolm Durrell, il passe une partie de son enfance (de 1935 à 1939) à Corfou, en Grèce. Il y fait la connaissance du médecin, poète, traducteur et naturaliste Theodore Stephanides, qui lui fait découvrir la richesse de la faune et de la flore de l'île. Leur amitié dura jusqu'à la mort de Stephanides en 1983 .
Ses essais sont un mélange d'autobiographie et de zoologie. Écrits avec beaucoup d'humour, basés sur ses expériences personnelles, Gerald Durrell nous fait découvrir la nature avec passion, à travers son regard de naturaliste. Il fait ce faisant un important travail de vulgarisation scientifique.
Par exemple, son essai Le naturaliste en campagne (en collaboration avec son épouse Lee Durrell) est une initiation à l'étude scientifique des écosystèmes : il contient autant d'informations sur des écosystèmes fort éloignés que d'expériences à faire chez soi, introduisant subrepticement le lecteur dans le cœur de la démarche scientifique.

## Ouvrages

### Trilogie de Corfou
- Gerald Durrell, Ma famille et autres animaux. 1er tome de la Trilogie de Corfou. Gallmeister, Paris (2007). Paru précédemment en français sous le titre Fééries dans l'île. Stock, Paris (1986). (orig. My Family and Other Animals - Rupert Hart-Davis, London, 1956).
- Gerald Durrell, Oiseaux, Bêtes et Grandes Personnes. 2d tome de la Trilogie de Corfou. Éditions de La Table Ronde, Paris (2014). (orig. Birds, Beasts, and Relatives - Collins, London, 1969).
- Gerald Durrell, Le Jardin des dieux, 3e tome de la Trilogie de Corfou. Éditions de La Table Ronde, Paris (2014). (orig. The Garden of Gods - Collins, London, 1978).

### Autres ouvrages
- Gerald Durrell, Les Limiers de Bafut - Au pays des souris volantes, Cameroun, années 50. Édition Phébus, Paris (1997). (orig. The Bafut Beagles, Rupert Hart-Davis, London, 1954).
- Gerald Durrell, La Forêt ivre. Édition Hoebëcke, Paris (1992). (orig. The drunken forest, Rupert Hart-Davis, London, 1956).
- Gerald Durrell, Un zoo dans mes bagages. Éditions Stock, Paris (1962). (orig. A Zoo in My Luggage - Rupert Hart-Davis, London, 1960).
- Gerald Durrell, Un zoo dans ma maison. Éditions Stock, Paris (1965). (orig. Menagerie Manor - Rupert Hart-Davis, London, 1964).
- Gerald Durrell, Un zoo pas comme les autres. Éditions Stock, Paris (1973). (orig. Catch me a Colobus - Collins, London, 1972).
- Gerald Durrell, L’arche immobile. Éditions Stock, Paris (1977). (orig. The Stationary Ark - William Collins Sons & Co. Ldt, London, 1976).
- Gerald Durrell, Pigeons roses et chauves-souris dorées. Buchet/Chastel (1984). (orig. Golden Bats And Pink Pigeons: A Journey to the Flora and Fauna of a Unique Island, Collins, 1977).
- Gerald & Lee Durrell, Le naturaliste en campagne. Editions Bordas (1983). (orig. The Amateur Naturalist - Dorling Kindersley Limited, London, 1982).
- Gerald Durrell, Le Aye-aye et Moi. Petite Bibliothèque Payot/Voyageurs (1992) (orig. The aye-aye and I, A rescue expedition in Madagascar - Harper-Collins, 1992).

## Distinctions
- 1981 – Ordre de l'Arche d'or par le Prince Bernhard des Pays-Bas
- 1982 – Officier (OBE) de l'Empire britannique